# Kirby's Dream Land 3
Kirby's Dream Land 3, meglio noto in Giappone come Hoshi no Kirby 3 (星のカービィ3?, Hoshi no Kābī Surī, lett. "Kirby delle stelle 3"), è un videogioco platform, sviluppato da HAL Laboratory e prodotto da Nintendo, per SNES. È stato pubblicato in America il 27 novembre 1997 e in Giappone il 27 marzo del 1998. Il gioco non è mai arrivato in Europa. Successivamente il gioco è uscito su Virtual Console di Wii il 5 gennaio 2009 in America, il 28 aprile 2009 in Giappone ed infine il gioco è stato finalmente messo in commercio in Europa il 24 luglio 2009 nel corso del 4° Hanabi festival.
Il gioco è stato ripubblicato attraverso Virtual Console in Nord America il 5 gennaio 2009 per Wii e l'8 maggio 2013 per Wii U e in Giappone il 28 aprile 2009 per Wii e l'8 maggio 2013 per Wii U. È stato inoltre incluso nella compilation del 2012 Kirby's Dream Collection e nella lista dei giochi per SNES del Nintendo Switch Online.

## Trama
È una giornata tranquilla e serena a Dream Land e Kirby e Gooey stanno felicemente pescando quando ad un tratto il terribile Zero (generale dei Dark Matter, razza apparsa per la prima volta in Kirby's Dream Land 2) attacca Dream Land e prende il controllo di alcuni suoi abitanti (tra cui anche King Dedede). Kirby e Gooey insieme ai loro amici animali devono recuperare le stelle cuore per poter sconfiggere Zero e la sua armata di Dark Matter e riportare la pace a Dream Land.

## Modalità di gioco

Schermata di gioco: l'abilità di copia Elettro può essere combinata con un animale amico e divenire più versatile.

Kirby's Dream Land 3 è un platform, come quasi tutti i giochi di Kirby. Kirby è in grado di camminare, saltare e volare e può risucchiare i nemici e assorbirne i poteri. Inoltre Kirby può cavalcare i suoi 6 animali amici e se ha un'abilità di copia può combinarla con ogni animale per ottenere risultati sempre diversi. In questo gioco come nel suo predecessore c'è il Multiplayer contemporaneo a 2 giocatori dove il secondo giocatore utilizza Gooey. Le capacità di Gooey sono quasi le stesse di Kirby con una differenza: mentre Kirby può risucchiare più di 1 nemico, Gooey può afferrare con la lingua solo 1 nemico per volta. In ogni livello c'è una missione da completare; se si completa la missione e si arriva alla fine del livello il giocatore riceverà una Stella Cuore indispensabile per finire il gioco in Good Ending, altrimenti non affronterà mai Zero, giungendo inevitabilmente alla Bad Ending.

## Accoglienza
| Testata        | Giudizio |
| -------------- | -------- |
| IGN            | 7,0/10   |
| Nintendo Power | 6,5/10   |

Kirby's Dream Land 3 ha ricevuto un'accoglienza moderatamente positiva sia dalla critica che dai fan. IGN ha dato al gioco una valutazione abbastanza positiva della riedizione per Virtual Console, "Non è Super Star. Ma detto questo, è possibile apprezzare Dream Land 3 per quello che è: un sequel diretto e numerato della serie iniziata con il Game Boy ". Nintendo Life ha inizialmente dato al gioco un 6 su 10, criticandone la mancanza di difficoltà ma elogiando la grafica stilizzata. Tuttavia, un altro revisore dello stesso sito web ha assegnato alla versione per Virtual Console un 7 su 10, definendo Dream Land 3 una "adorabile esperienza di gioco" e un "degno sequel".